# Léon Teisserenc de Bort
Léon Teisserenc de Bort (Párizs, 1855. november 5. – Cannes, 1913. január 2.) francia meteorológus, a sztratoszféra felfedezője.

## Életpálya
1855. november 5-én született Párizsban, édesapja mérnök volt. Tudományos tevékenységét tanulmányai befejezése után, 1880-ban kezdte, amikor belépett az Országos Meteorológiai Intézetbe. 1883-ban, 1885-ben és 1887-ben tudományos utazásokat tett Észak-Afrikában, ahol geológiai, földmágnességi és magassági meteorológiai (4000 méter) vizsgálatokat végzett. 1882-től 1886-ig a Meteorológiai Intézet igazgatója volt.
1896-ban létrehozta saját meteorológiai obszervatóriumát a Versailles-hoz közeli Trappes-on. A felhők és a magas légkör felderítésével foglalkozott. Több kutatást végzett Svédországban, a Földközi-tengeren és az Atlanti-óceánon. Több mint 200 ballonos vizsgálata alapján 1902-ben megállapította, hogy az atmoszféra két rétegből áll. Alkalmazásként a troposzféra és a sztratoszféra neveket javasolta.

## Kutatási területei
Az elsők között alkalmazta a meteorológiában a hidrogéngázzal töltött léggömböt. Mérései alapján megállapította, hogy 8-17 kilométer közé esik a tropopauza, ahol 11 kilométer magasságban a hőmérséklet-változás gradiense eléri a nullát. 1907-ben segítette a meteorológiai állomások kialakítását.

## Írásai
1898-ban kiadta a Comptes Rendus kötetet, melyben összegezte kutatási eredményeit.

## Elismerések
- 1903-ban a Királyi Meteorológiai Társaság  tiszteletbeli tagja
- 1909-ben megkapta a  Királyi Meteorológiai Társaság Symons aranyérmét